# Time goes by...君がいるだけで
『Time goes by...君がいるだけで』（タイム・ゴー・バイ きみがいるだけで）は、Bluem of Youthの5枚目のシングル。1997年11月1日にエピックレコードジャパンよりリリースされた。

## 解説
- 前作『線路沿いの恋』から1年ぶりに発売されたシングル。ボーカルの別所が交通事故に遭ったため、その間は活動休止を余儀なくされていた。
- 過去に発売したシングル曲はロックナンバーが多かったが、本作はポップス系な仕上がりになっている。

## 収録曲
1. Time goes by...君がいるだけで
作詞:別所悠二、作曲:松ヶ下宏之、編曲:鳥山雄司・松ヶ下宏之
2. 線路沿いの恋 (NEW VERSION)
作詞:別所悠二、作曲・編曲:松ヶ下宏之
3. Time goes by...君がいるだけで (Backing Track)